# Contea di Juye
La contea di Juye (巨野县S, Jùyě XiànP) è una contea della Cina, situata nella provincia dello Shandong e amministrata dalla prefettura di Heze.